# Jonathan Rea
Jonathan Rea (Larne, Irlanda del Norte, 2 de febrero de 1987) es un piloto norirlandes de motociclismo. Compite en el Campeonato Mundial de Superbikes donde fue coronado campeón en los años 2015, 2016, 2017, 2018, 2019 y 2020, resultó subcampeón en 2021, y tercero en 2014, 2022 y 2023. Previamente fue subcampeón en el Campeonato Mundial de Supersport con el equipo Hannspree Ten Kate Honda en 2008, y segundo en el Campeonato Británico de Superbikes en 2007 con el equipo HM Plant Honda. 
Fue nombrado motociclista irlandés del año en 2007, 2008, 2011 y 2016.

## Biografía

### Comienzos
Para la mayor parte de su carrera ha sido apoyado por Red Bull. Rea era un corredor británico de motocross de 60cc en 1997, antes de subir a través de las clases del motocross. No deseaba al principio cambiar al recorrido que corre ya que pensó que esto era aburrido, pero fue persuadido a por sus amigos Michael y Eugene Laverty, impugnando a los Campeonato británicos de 125cc de 2003 . Su temporada de 2004 fue interrumpida por un accidente en Knockhill.
En 2005 Red Bull estableció un Superbike británica para él en un detalle de la fábrica Honda Fireblade. Mostró su potencial consiguiendo una posición de pole sobre los nombres establecidos y terminó 16.º en la categoría a pesar de la ausencia de dos carreras, en Snetterton después de un accidente de pruebas pesado, y en el Oulton Park después de la muerte de un compañero de equipo júnior en el evento previo.

### El Éxito de BSB
Comenzó la temporada de 2006 fuertemente, estando sexto en el campeonato después de cinco fechas. En Oulton Park terminó 3.º en la carrera dos, antes degradarse al cuarto ya que se juzgó que ha ganado un lugar forme a Shane Byrne en el último regazo ilegalmente, aunque afirmara que cruzó la hierba del predio ya que se apretó del camino. Se licenció quinto en el parque Mondello antes de que la lluvia torrencial forzara la cancelación de las carreras y afirmara que había estado en neumáticos de carrera, más bien que compuestos de calificación suaves especiales. Impresionó en el Mallory Park también, clasificándose en la primera fila y llegando en segundo lugar hasta el apartadero alto en la carrera uno, a pesar de tener ningún ingeniero de raza para el fin de semana. En Knockhill tomó la posición de pole y siguió un cuarto en la carrera uno con su primer podio de carrera en la carrera dos, pasando a Leon Haslam para el segundo con dos vueltas restantes. Por último tomó cuarto en el campeonato, delante de la Honda de Karl Harris.
Tomó el paseo de la fábrica de Harris para 2007, junto al campeón actual Ryuichi Kiyonari de Japón. Después de sitios de cuatro segundos, finalmente tomó su primer triunfo en la segunda carrera en el Mondello Park, después de dominar la práctica mojada, pera luchar en la primera carrera seca. Una doble victoria en Knockhill siguió, toma de él a dentro de nueve puntos de Kiyonari en lo alto de las posiciones – reteniendo esta posición después del Oulton park en el cual cada piloto de la Planta HM Honda ganó una vez y se estrelló una vez. Por último terminó como el subcampeón de serie, 26 puntos detrás de Kiyonari y 20 delante de Leon Haslam.
También en 2007, corrió con Kiyonari y ganó una carrera de resistencia de tres horas, y el par se entró entonces para carrera de las 8 horas de Suzuka en una máquina de la fábrica Honda. Los proyectos para él para impugnar MotoGP británico por ahí en un Equipo moto de Roberts se desecharon a favor de la preparación de Suzuka suplementaria.  Asistió al campeonato Mundial de Superbikes de 2007 por ahí en Brands Hatch, cuando comenzó a explorar opciones internacionales.

### Campeonato Mundial de Supersport

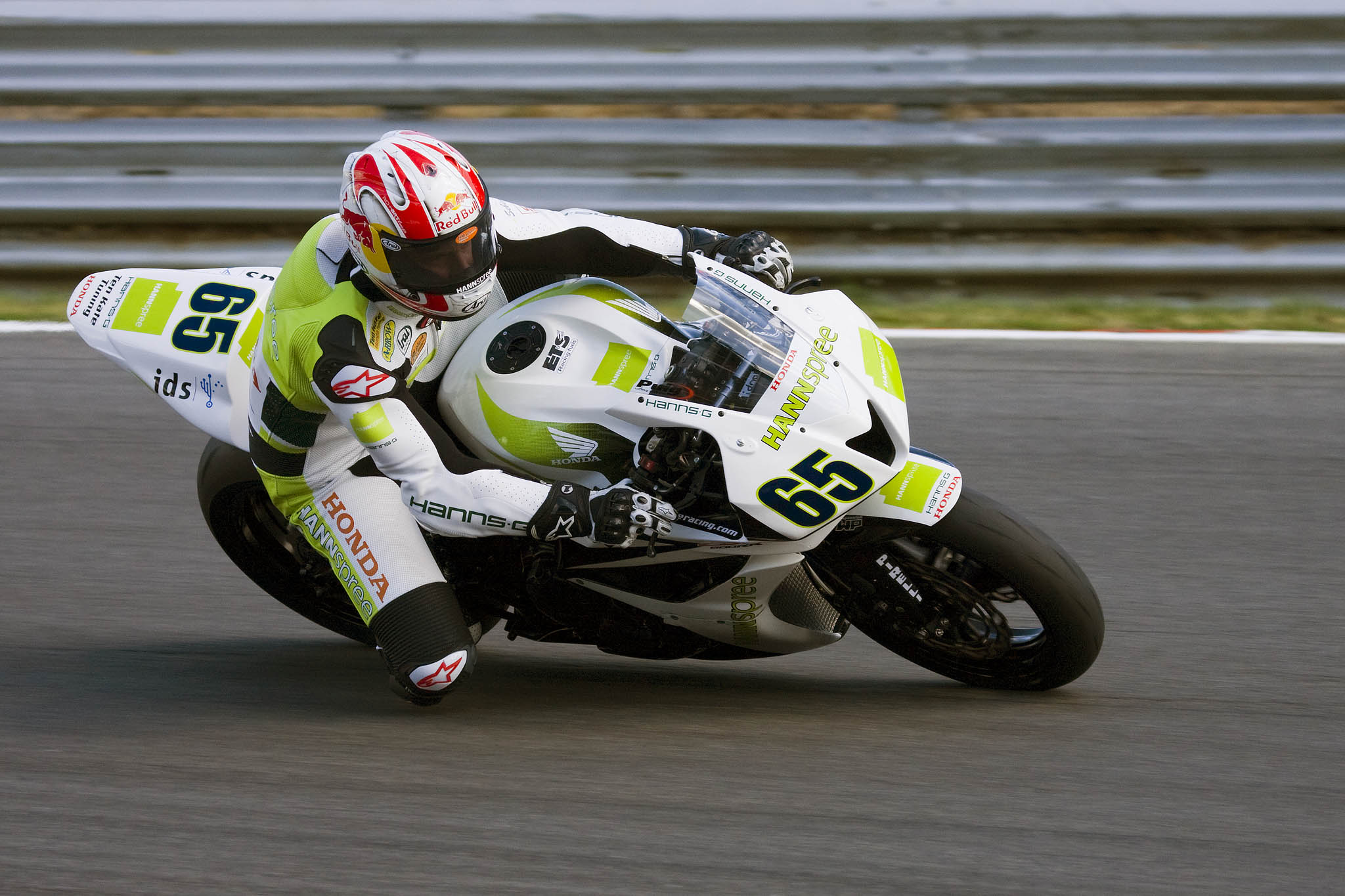
Rea en Brands Hatch (2008)

En septiembre de 2007 firmó un contrato de tres años con el Ten Kate Honda para correr en el Campeonato Mundial de Supersport en la temporada 2008, y en el Campeonato del Mundo de Superbikes para las temporadas 2009 y 2010. Abandonó la opción de quedarse en el Campeonato Británico de Superbikes con el HM Plant Honda o trasladarse al Rizla Suzuki, y rechazó un lugar en el campeonato del mundo de Superbikes con el equipo de fábrica Xerox Ducati. En su primera carrera en Losail en Catar, se estrelló, dañandose gravemente un dedo. En Assen él casi consigue su primera victoria en WSS, perdiendo por 0.014 milésimas de segundo frente a su compañero de equipo Andrew Pitt. Su primera victoria en el Mundial de Supersport llegó en Brno, e inmediatamente lo siguió una segunda victoria en Brands Hatch, aunque la carrera se detuvo poco después del accidente fatal de Craig Jones con siete vueltas restantes en la carrera. Una tercera victoria llegó en Vallelunga, la victoria lo puso de nuevo en la segunda posición de la clasificación general detrás de Pitt. Sus posibilidades de ganar el título terminaron por un movimiento salvaje de Robbin Harms en la penúltima ronda en Magny-Cours. Él remontó hasta terminar décimo en la carrera.

### Campeonato Mundial de Superbikes

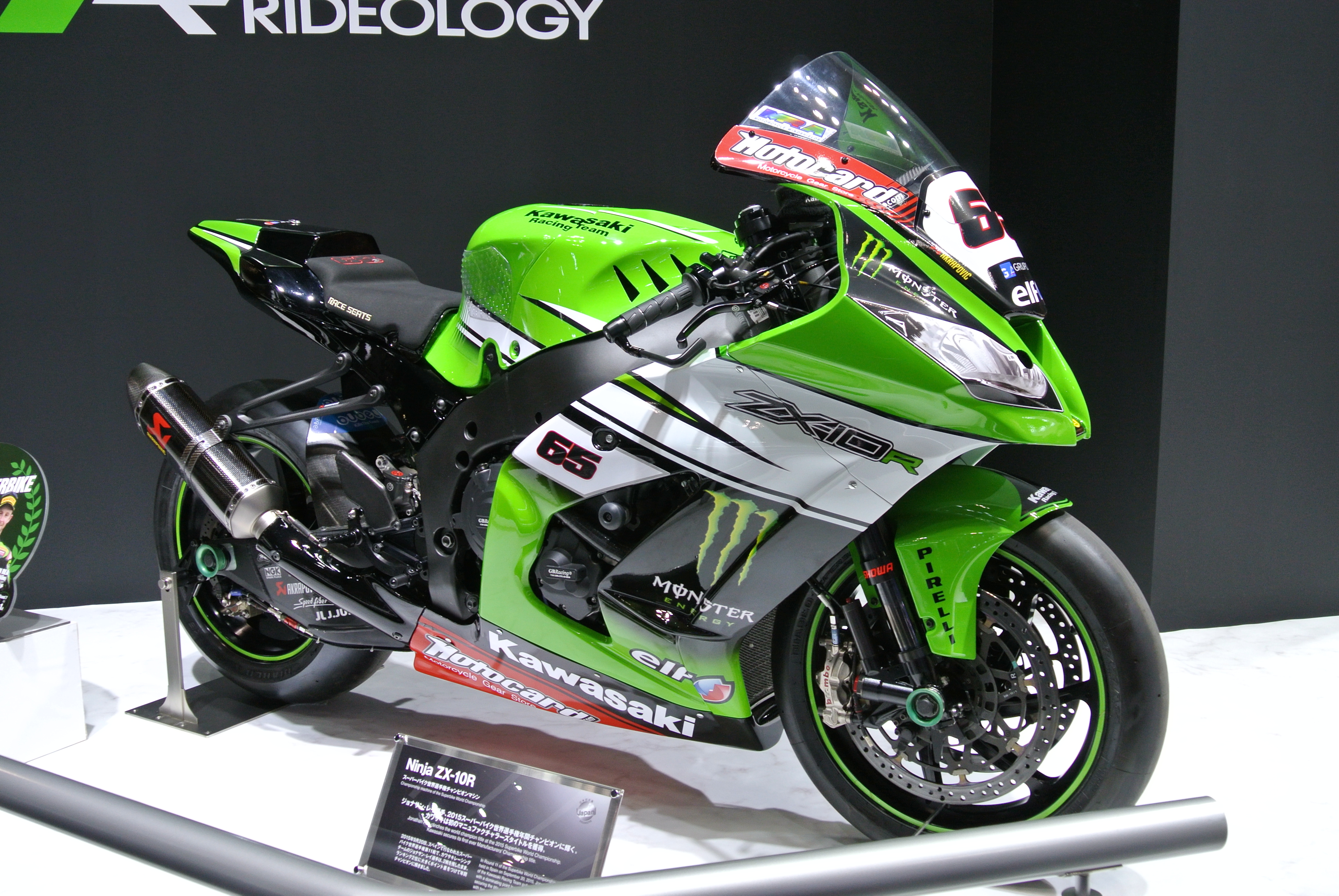
La ZX-10R de Jonathan Rea, en exhibición en Tokio

Para 2009, Rea montó para el equipo Hannspree Ten Kate Honda en el Campeonato del Mundo de Superbikes. Hizo el cambio antes de finales de 2008, lo que significa que hizo su debut mundialista en la ronda final de la temporada 2008 en Portimão. Su primer podio llegó en la segunda carrera de la sexta ronda de la temporada 2009 en Kyalami. Consiguió otro podió en la siguiente ronda en el Miller Motorsport Park, antes de lograr su primera victoria mundialista  en la carrera dos de Misano, después de una batalla frenética con el dúo del Ducati Xerox Team de Noriyuki Haga y Michel Fabrizio.
El 3 de noviembre de 2014, se anunció que tras seis temporadas con el Pata Honda World Superbike, Rea abandonaria el equipo para iniciar una nueva aventura con el Kawasaki Racing Team a partir de la temporada 2015.
El 4 de septiembre de 2023, el Kawasaki Racing Team WorldSBK anuncio la rescisión de contrato de común acuerdo entre ambas partes a pesar de tener un año más de contrato por cumplir. Horas después de ese anuncio, se hizo oficial el fichaje de Rea por el Pata Yamaha Prometeon WorldSBK para las temporadas 2024 y 2025, ocupando el lugar dejado por el turco Toprak Razgatlıoğlu.
En su primera temporada con el Pata Yamaha Prometeon WorldSBK, Rea tuvo problemas para adaptarse a la Yamaha YZF-R1 y eso se vio reflejado en sus resultados: en una magra temporada solo consiguió un tercer puesto en la carrera superpole de Gran Bretaña y una sorprendente pole position sobre mojado en Assen. Además su progresión sobre la Yamaha se vio paralizada por una lesión que sufrió en la carrera 1 de Francia  y por la cual no pudo finalizar ese fin de semana, además de tener que perderse el siguiente fin de semana en Cremona.

### MotoGP
Rea hizo su debut en MotoGP en 2012, reemplazando al lesionado Casey Stoner en el Repsol Honda Team. Terminó 8.º en la carrera de San Marino, en Misano, Italia, y 7.º en Motorland Aragón, en España, antes de regresar al Campeonato del Mundo de Superbikes.

## Resultados

### Campeonato Británico de Superbikes

#### Por temporada
| Año   | Moto  | Equipo                | Carreras | Victorias | Podios | Poles | V.Rap. | Pts. | Pos. |
| ----- | ----- | --------------------- | -------- | --------- | ------ | ----- | ------ | ---- | ---- |
| 2005  | Honda | Red Bull Honda        | 22       | 0         | 0      | 1     | 0      | 64   | 16.º |
| 2006  | Honda |                       | 24       | 0         | 4      | 2     | 0      | 248  | 4.º  |
| 2007  | Honda | HM Plant Racing Honda | 26       | 5         | 16     | 4     | 5      | 407  | 2.º  |
| Total |       |                       | 72       | 5         | 20     | 7     | 5      | 719  |      |

#### Carreras por Año
| Año  | Marca | 1      | 1       | 2       | 2      | 3      | 3      | 4      | 4     | 5       | 5       | 6       | 6       | 7       | 7      | 8       | 8     | 9      | 9       | 10      | 10      | 11      | 11    | 12      | 12     | 13      | 13      | Pos. | Pts. |
| Año  | Marca | R1     | R2      | R1      | R2     | R1     | R2     | R1     | R2    | R1      | R2      | R1      | R2      | R1      | R2     | R1      | R2    | R1     | R2      | R1      | R2      | R1      | R2    | R1      | R2     | R1      | R2      | Pos. | Pts. |
| ---- | ----- | ------ | ------- | ------- | ------ | ------ | ------ | ------ | ----- | ------- | ------- | ------- | ------- | ------- | ------ | ------- | ----- | ------ | ------- | ------- | ------- | ------- | ----- | ------- | ------ | ------- | ------- | ---- | ---- |
| 2005 | Honda | BHI 13 | BHI 18  | THR 16  | THR 12 | MAL 14 | MAL 14 | OUL 12 | OUL 9 | MOP Ret | MOP Ret | CRO 7   | CRO Ret | KNO Ret | KNO 9  | SNE     | SNE   | SIL 12 | SIL 11  | CAD Ret | CAD Ret | OUL     | OUL   | DON Ret | DON 11 | BHGP 10 | BHGP 10 | 16.º | 64   |
| 2006 | Honda | BHI 5  | BHI Ret | DON 8   | DON 5  | THR 4  | THR 5  | OUL 8  | OUL 4 | MOP C   | MOP C   | MAL Ret | MAL 8   | SNE 4   | SNE 20 | KNO 4   | KNO 2 | OUL 5  | OUL 4   | CRO 2   | CRO 13  | CAD Ret | CAD 3 | SIL 4   | SIL 5  | BHGP 18 | BHGP 3  | 4.º  | 248  |
| 2007 | Honda | BHGP 3 | BHGP 2  | THR Ret | THR 4  | SIL 2  | SIL 3  | OUL 4  | OUL 5 | SNE 2   | SNE 2   | MOP 4   | MOP 1   | KNO 1   | KNO 1  | OUL Ret | OUL 1 | MAL 2  | MAL Ret | CRO 2   | CRO 2   | CAD Ret | CAD 1 | DON 5   | DON 7  | BHI 2   | BHI 2   | 2.º  | 407  |

### Campeonato Mundial de Supersport

#### Por temporada
| Año   | Moto           | Equipo                   | Carreras | Victorias | Podios | Poles | V.Rap. | Pts. | Pos. |
| ----- | -------------- | ------------------------ | -------- | --------- | ------ | ----- | ------ | ---- | ---- |
| 2008  | Honda CBR600RR | Hannspree Ten Kate Honda | 12       | 3         | 6      | 0     | 0      | 164  | 2.º  |
| Total |                |                          | 12       | 3         | 6      | 0     | 0      | 164  |      |

#### Carreras por Año
| Año  | Marca | 1       | 2     | 3     | 4     | 5       | 6     | 7     | 8     | 9     | 10    | 11    | 12     | 13  | Pos. | Pts. |
| ---- | ----- | ------- | ----- | ----- | ----- | ------- | ----- | ----- | ----- | ----- | ----- | ----- | ------ | --- | ---- | ---- |
| 2008 | Honda | QAT Ret | AUS 5 | ESP 6 | NED 2 | ITA Ret | GER 6 | SMR 3 | CZE 1 | GBR 1 | EUR 3 | ITA 1 | FRA 10 | POR | 2.º  | 164  |

### Campeonato Mundial de Superbikes

#### Por temporada
| Año   | Moto                   | Equipo                         | Carreras | Victorias | Podios | Poles | V.Rap. | Pts.   | Pos. |
| ----- | ---------------------- | ------------------------------ | -------- | --------- | ------ | ----- | ------ | ------ | ---- |
| 2008  | Honda CBR1000RR        | Hannspree Ten Kate Honda Jr.   | 2        | 0         | 0      | 0     | 0      | 14     | 26.º |
| 2009  | Honda CBR1000RR        | HANNspree Ten Kate Honda       | 28       | 2         | 8      | 0     | 2      | 315    | 5.º  |
| 2010  | Honda CBR1000RR        | HANNspree Ten Kate Honda       | 23       | 4         | 10     | 1     | 5      | 292    | 4.º  |
| 2011  | Honda CBR1000RR        | Castrol Honda                  | 18       | 2         | 5      | 2     | 0      | 170    | 9.º  |
| 2012  | Honda CBR1000RR        | Honda World Superbike Team     | 27       | 2         | 6      | 0     | 0      | 278.5  | 5.º  |
| 2013  | Honda CBR1000RR        | Pata Honda World Superbike     | 18       | 1         | 4      | 0     | 1      | 176    | 9.º  |
| 2014  | Honda CBR1000RR        | Pata Honda World Superbike     | 24       | 4         | 9      | 1     | 2      | 334    | 3.º  |
| 2015  | Kawasaki Ninja ZX-10R  | Kawasaki Racing Team           | 26       | 14        | 23     | 2     | 11     | 548    | 1.º  |
| 2016  | Kawasaki Ninja ZX-10R  | Kawasaki Racing Team           | 26       | 9         | 23     | 2     | 6      | 498    | 1.º  |
| 2017  | Kawasaki Ninja ZX-10RR | Kawasaki Racing Team           | 26       | 16        | 24     | 6     | 14     | 556    | 1.º  |
| 2018  | Kawasaki Ninja ZX-10RR | Kawasaki Racing Team WorldSBK  | 25       | 17        | 22     | 2     | 14     | 545    | 1.º  |
| 2019  | Kawasaki Ninja ZX-10RR | Kawasaki Racing Team WorldSBK  | 37       | 17        | 34     | 7     | 12     | 663    | 1.º  |
| 2020  | Kawasaki Ninja ZX-10RR | Kawasaki Racing Team WorldSBK  | 24       | 11        | 17     | 4     | 11     | 360    | 1.º  |
| 2021  | Kawasaki Ninja ZX-10RR | Kawasaki Racing Team WorldSBK  | 37       | 13        | 30     | 8     | 14     | 551    | 2.º  |
| 2022  | Kawasaki Ninja ZX-10RR | Kawasaki Racing Team WorldSBK  | 36       | 6         | 30     | 5     | 8      | 502    | 3.º  |
| 2023  | Kawasaki Ninja ZX-10RR | Kawasaki Racing Team WorldSBK  | 36       | 1         | 18     | 3     | 4      | 370    | 3.º  |
| 2024  | Yamaha YZF-R1          | Pata Yamaha Prometeon WorldSBK | 31       | 0         | 1      | 1     | 0      | 127    | 13.º |
| Total |                        |                                | 444      | 119       | 264    | 44    | 104    | 6299.5 |      |

- * Temporada en curso.

#### Carreras por Año
(Carreras en negrita indica pole position, carreras en cursiva indica vuelta rápida)
| Año  | Marca    | 1      | 1     | 2      | 2       | 3       | 3      | 4     | 4       | 5       | 5       | 6       | 6       | 7       | 7       | 8      | 8      | 9       | 9       | 10      | 10      | 11      | 11      | 12      | 12      | 13      | 13      | 14     | 14     | Pos. | Pts.  |
| Año  | Marca    | R1     | R2    | R1     | R2      | R1      | R2     | R1    | R2      | R1      | R2      | R1      | R2      | R1      | R2      | R1     | R2     | R1      | R2      | R1      | R2      | R1      | R2      | R1      | R2      | R1      | R2      | R1     | R2     | Pos. | Pts.  |
| ---- | -------- | ------ | ----- | ------ | ------- | ------- | ------ | ----- | ------- | ------- | ------- | ------- | ------- | ------- | ------- | ------ | ------ | ------- | ------- | ------- | ------- | ------- | ------- | ------- | ------- | ------- | ------- | ------ | ------ | ---- | ----- |
| 2008 | Honda    | QAT    | QAT   | AUS    | AUS     | ESP     | ESP    | NED   | NED     | ITA     | ITA     | USA     | USA     | GER     | GER     | SMR    | SMR    | CZE     | CZE     | GBR     | GBR     | EUR     | EUR     | ITA     | ITA     | FRA     | FRA     | POR 4  | POR 15 | 26.º | 14    |
| 2009 | Honda    | AUS 5  | AUS 9 | QAT 12 | QAT 8   | SPA Ret | SPA 13 | NED 7 | NED 5   | ITA 5   | ITA 4   | RSA 4   | RSA 3   | USA 5   | USA 3   | SMR 7  | SMR 1  | GBR 7   | GBR 15  | CZE 3   | CZE 4   | GER 4   | GER 1   | ITA 7   | ITA 6   | FRA Ret | FRA 3   | POR 2  | POR 3  | 5.º  | 315   |
| 2010 | Honda    | AUS 4  | AUS 6 | POR 3  | POR Ret | SPA 6   | SPA 5  | NED 1 | NED 1   | ITA Ret | ITA Ret | RSA 5   | RSA 2   | USA 14  | USA 8   | SMR 13 | SMR 12 | CZE 1   | CZE 2   | GBR 2   | GBR 2   | GER 1   | GER 2   | ITA DNS | ITA DNS | FRA 12  | FRA DNS |        |        | 4.º  | 292   |
| 2011 | Honda    | AUS 12 | AUS 4 | EUR 5  | EUR 6   | NED 1   | NED 3  | ITA 6 | ITA Ret | USA Ret | USA 11  | SMR DNS | SMR DNS | SPA     | SPA     | CZE    | CZE    | GBR     | GBR     | GER 10  | GER 4   | ITA 1   | ITA Ret | FRA Ret | FRA Ret | POR 3   | POR 3   |        |        | 9.º  | 170   |
| 2012 | Honda    | AUS 7  | AUS 4 | ITA 9  | ITA 5   | NED Ret | NED 1  | ITA C | ITA 6   | EUR 4   | EUR 1   | USA 4   | USA 2   | SMR 5   | SMR 2   | SPA 16 | SPA 5  | CZE Ret | CZE 12  | GBR 4   | GBR 9   | RUS Ret | RUS 7   | GER Ret | GER 4   | POR 6   | POR 2   | FRA 13 | FRA 2  | 5.º  | 278.5 |
| 2013 | Honda    | AUS 8  | AUS 8 | SPA 4  | SPA 15  | NED 2   | NED 4  | ITA 8 | ITA Ret | GBR 4   | GBR 11  | POR Ret | POR 3   | ITA Ret | ITA 2   | RUS 4  | RUS C  | GBR 1   | GBR 4   | GER Ret | GER DNS | TUR     | TUR     | USA     | USA     | FRA     | FRA     | SPA    | SPA    | 9.º  | 176   |
| 2014 | Honda    | AUS 6  | AUS 5 | SPA 3  | SPA 5   | NED 3   | NED 1  | ITA 1 | ITA 1   | GBR 6   | GBR 6   | MAL 6   | MAL 6   | SMR 7   | SMR 5   | POR 5  | POR 1  | USA 6   | USA 3   | SPA 4   | SPA 5   | FRA 3   | FRA Ret | QAT 4   | QAT 2   |         |         |        |        | 3.º  | 334   |
| 2015 | Kawasaki | AUS 1  | AUS 2 | THA 1  | THA 1   | SPA 1   | SPA 2  | NED 1 | NED 1   | ITA 1   | ITA 1   | GBR 2   | GBR 2   | POR 1   | POR 1   | SMR 2  | SMR 1  | USA 3   | USA 3   | MAL 1   | MAL 2   | SPA 4   | SPA 4   | FRA 1   | FRA 1   | QAT 2   | QAT Ret |        |        | 1.º  | 548   |
| 2016 | Kawasaki | AUS 1  | AUS 1 | THA 1  | THA 2   | SPA 2   | SPA 3  | NED 1 | NED 1   | ITA 2   | ITA 2   | MAL 2   | MAL 3   | GBR 3   | GBR 2   | ITA 1  | ITA 1  | USA 1   | USA Ret | GER Ret | GER 1   | FRA 4   | FRA 2   | SPA 3   | SPA 2   | QAT 2   | QAT 3   |        |        | 1.º  | 498   |
| 2017 | Kawasaki | AUS 1  | AUS 1 | THA 1  | THA 1   | SPA 1   | SPA 2  | NED 1 | NED 1   | ITA 2   | ITA 2   | GBR Ret | GBR 1   | ITA 3   | ITA 2   | USA 2  | USA 1  | GER 2   | GER 2   | POR 1   | POR 1   | FRA 1   | FRA Ret | SPA 1   | SPA 1   | QAT 1   | QAT 1   |        |        | 1.º  | 556   |
| 2018 | Kawasaki | AUS 5  | AUS 2 | THA 1  | THA 4   | SPA 1   | SPA 2  | NED 1 | NED 2   | ITA 1   | ITA 1   | GBR 2   | GBR 3   | CZE 1   | CZE Ret | USA 1  | USA 1  | ITA 1   | ITA 1   | POR 1   | POR 1   | FRA 1   | FRA 1   | ARG 1   | ARG 1   | QAT 1   | QAT C   |        |        | 1.º  | 545   |

| Año  | Marca    | 1       | 1      | 1       | 2       | 2      | 2       | 3     | 3     | 3       | 4       | 4       | 4      | 5     | 5     | 5     | 6       | 6     | 6     | 7      | 7      | 7     | 8       | 8       | 8       | 9     | 9     | 9     | 10     | 10     | 10     | 11      | 11      | 11     | 12     | 12     | 12     | 13    | 13    | 13    | Pos. | Pts. |
| Año  | Marca    | R1      | CS     | R2      | R1      | CS     | R2      | R1    | CS    | R2      | R1      | CS      | R2     | R1    | CS    | R2    | R1      | CS    | R2    | R1     | CS     | R2    | R1      | CS      | R2      | R1    | CS    | R2    | R1     | CS     | R2     | R1      | CS      | R2     | R1     | CS     | R2     | R1    | CS    | R2    | Pos. | Pts. |
| ---- | -------- | ------- | ------ | ------- | ------- | ------ | ------- | ----- | ----- | ------- | ------- | ------- | ------ | ----- | ----- | ----- | ------- | ----- | ----- | ------ | ------ | ----- | ------- | ------- | ------- | ----- | ----- | ----- | ------ | ------ | ------ | ------- | ------- | ------ | ------ | ------ | ------ | ----- | ----- | ----- | ---- | ---- |
| 2019 | Kawasaki | AUS 2   | AUS 2  | AUS 2   | THA 2   | THA 2  | THA 2   | SPA 2 | SPA 2 | SPA 2   | NED 2   | NED C   | NED 3  | ITA 1 | ITA 1 | ITA C | SPA 4   | SPA 4 | SPA 2 | ITA 1  | ITA 5  | ITA 1 | GBR 1   | GBR 1   | GBR 1   | USA 1 | USA 1 | USA 2 | POR 1  | POR 1  | POR 2  | FRA 2   | FRA 2   | FRA 1  | ARG 2  | ARG 1  | ARG 1  | QAT 1 | QAT 1 | QAT 1 | 1.º  | 663  |
| 2020 | Kawasaki | AUS Ret | AUS 1  | AUS 2   | SPA 2   | SPA 1  | SPA 6   | POR 1 | POR 1 | POR 1   | SPA 3   | SPA 1   | SPA 1  | SPA 2 | SPA 2 | SPA 1 | SPA 1   | SPA 2 | SPA 4 | FRA 1  | FRA 1  | FRA 4 | POR 4   | POR 5   | POR 14  |       |       |       |        |        |        |         |         |        |        |        |        |       |       |       | 1.º  | 360  |
| 2021 | Kawasaki | SPA 1   | SPA 1  | SPA 2   | POR 3   | POR 1  | POR 1   | ITA 3 | ITA 3 | ITA 3   | GBR 2   | GBR 1   | GBR 20 | NED 1 | NED 1 | NED 1 | CZE Ret | CZE 3 | CZE 3 | SPA 2  | SPA 2  | SPA 3 | FRA 2   | FRA 1   | FRA 2   | SPA 4 | SPA 1 | SPA 6 | SPA 2  | SPA C  | SPA 5  | POR Ret | POR Ret | POR 1  | ARG 2  | ARG 3  | ARG 2  | INA 1 | INA C | INA 1 | 2.º  | 551  |
| 2022 | Kawasaki | SPA 1   | SPA 2  | SPA 2   | NED 1   | NED 1  | NED Ret | POR 3 | POR 1 | POR 1   | ITA 2   | ITA 3   | ITA 4  | GBR 2 | GBR 2 | GBR 3 | CZE 4   | CZE 2 | CZE 3 | FRA 24 | FRA 3  | FRA 5 | SPA 2   | SPA 2   | SPA 4   | POR 3 | POR 3 | POR 3 | ARG 2  | ARG 3  | ARG 3  | INA 3   | INA 2   | INA 3  | AUS 1  | AUS 3  | AUS 2  |       |       |       | 3.º  | 502  |
| 2023 | Kawasaki | AUS 2   | AUS 7  | AUS 8   | INA 9   | INA 4  | INA Ret | NED 2 | NED 2 | NED Ret | SPA 3   | SPA Ret | SPA 5  | ITA 5 | ITA 5 | ITA 4 | GBR 3   | GBR 3 | GBR 5 | ITA 3  | ITA 4  | ITA 3 | CZE 1   | CZE 2   | CZE 3   | FRA 3 | FRA 3 | FRA 3 | SPA 3  | SPA 2  | SPA 4  | POR 3   | POR Ret | POR 10 | SPA 4  | SPA 3  | SPA 17 |       |       |       | 3.º  | 370  |
| 2024 | Yamaha   | AUS 17  | AUS 10 | AUS Ret | BAR Ret | BAR 12 | BAR 8   | NED 6 | NED 5 | NED 19  | MIS Ret | MIS 8   | MIS 10 | GBR 5 | GBR 3 | GBR 8 | CZE 10  | CZE 8 | CZE 6 | POR 15 | POR 10 | POR 6 | FRA Ret | FRA DNS | FRA DNS | ITA   | ITA   | ITA   | ARA 14 | ARA 12 | ARA 13 | EST 5   | EST 22  | EST 4  | SPA 11 | SPA 11 | SPA 9  |       |       |       | 13.º | 127  |

- * Temporada en curso.

### Campeonato del Mundo de Motociclismo

#### Por temporada
| Año   | Cat.   | Moto  | Equipo            | Carreras | Victorias | Podios | Poles | V.Rap. | Pts. | Pos. |
| ----- | ------ | ----- | ----------------- | -------- | --------- | ------ | ----- | ------ | ---- | ---- |
| 2012  | MotoGP | Honda | Repsol Honda Team | 2        | 0         | 0      | 0     | 0      | 17   | 21.º |
| Total |        |       |                   | 2        | 0         | 0      | 0     | 0      | 17   |      |

#### Por Categoría
| Cat.   | Temporada | 1.er Gran Premio | 1.er Podio | 1.ª Victoria | Carreras | Victorias | Podios | Poles | V.Ráp. | Pts. | CM |
| ------ | --------- | ---------------- | ---------- | ------------ | -------- | --------- | ------ | ----- | ------ | ---- | -- |
| MotoGP | 2012      | San Marino 2012  |            |              | 2        | 0         | 0      | 0     | 0      | 17   | 0  |

#### Carreras Por Año
(Carreras en negrita indica pole position, carreras en cursiva indica vuelta rápida)
| Año  | Cat.   | Moto  | 1   | 2   | 3   | 4   | 5   | 6   | 7   | 8   | 9   | 10  | 11  | 12  | 13    | 14    | 15  | 16  | 17  | 18  | Pos. | Pts. |
| ---- | ------ | ----- | --- | --- | --- | --- | --- | --- | --- | --- | --- | --- | --- | --- | ----- | ----- | --- | --- | --- | --- | ---- | ---- |
| 2012 | MotoGP | Honda | QAT | SPA | POR | FRA | CAT | GBR | NED | GER | ITA | USA | IND | CZE | RSM 8 | ARA 7 | JPN | MAL | AUS | VAL | 21.º | 17   |

### Resultados en las 8 Horas de Suzuka
| Año  | Equipo                         | Copilotos                       | Moto       | Pos. |
| ---- | ------------------------------ | ------------------------------- | ---------- | ---- |
| 2012 | F.C.C. TSR                     | Kousuke Akiyoshi Tadayuki Okada | CBR1000RRW | 1.º  |
| 2018 | Team Green Kawasaki            | Kazuma Watanabe Leon Haslam     | ZX-10RR    | 3.º  |
| 2019 | Kawasaki Racing Team Suzuka 8H | Leon Haslam Toprak Razgatlıoğlu | ZX-10RR    | 1.º  |

### Récords
Datos actualizados hasta la ronda de España de 2024.
- Es el piloto con más títulos en la historia del Campeonato Mundial de Superbikes (6).
- Es el piloto con más títulos consecutivos en la historia del Campeonato Mundial de Superbikes (2015-2020).
- Es el piloto con más carreras en la historia del Campeonato Mundial de Superbikes (444). (Récord en curso)
- Es el piloto con más victorias en la historia del Campeonato Mundial de Superbikes (119). (Récord en curso)
- Es el piloto con más victorias con un solo constructor (Kawasaki) en la historia del Campeonato Mundial de Superbikes (104).
- Es el piloto con más podios en la historia del Campeonato Mundial de Superbikes (264). (Récord en curso)
- Es el piloto con más podios con un solo constructor (Kawasaki) en la historia del Campeonato Mundial de Superbikes (221).
- Es el piloto con más vueltas rápidas en la historia del Campeonato Mundial de Superbikes (104). (Récord en curso)
- Es el piloto con más puntos en la historia del Campeonato Mundial de Superbikes (6299.5). (Récord en curso)
- Más carreras consecutivas en los puntos (48): Laguna Seca 1 2018 - Catar 3 2019.
- Trayectoria ganadora más larga en el Campeonato Mundial de Superbikes: 14 años, 38 días hasta la victoria en República Checa 1 2023.[31] (Récord en curso)